# دولت پنهان در ترکیه
دولت پنهان (به ترکی استانبولی: derin devlet) اصطلاحی است که معمولاً به عنوان یک اتهام مطرح می‌شود و منظور از آن گروهی از ائتلاف‌های پرنفوذ ضد دموکراتیک در درون نظام سیاسی ترکیه است که از عناصر رده بالای سرویس‌های امنیتی داخلی و خارجی از قبیل ارتش ترکیه، سازمان‌های امنیتی، قوهٔ قضائیه و مافیا تشکیل شده‌است. مفهوم دولت پنهان بسیار به مفهوم «دولت درون دولت» شباهت دارد. کسانی که به مجود دولت پنهان معتقدند، دستور کار سیاسی آن را سرسپردگی افراطی به ناسیونالیسم، مدیریت باندی و منافع دولتی می‌دانند. به صورت تاریخی خشونت و سایر ابزارهای فشار به روس مخفیانه برای به دست گرفتن نخبگان سیاسی و اقتصادی به کار گرفته شده‌اند تا از تلاقی منافع مشخص در یک چارچوب ظاهراً دموکراتیک از منظر سیاسی اطمینان حاصل شود. سلیمان دمیرل رئیس جمهوری سابق می‌گفت که ظاهر و رفتار نخبگان (عمدتاً نظامی) تشکیل‌دهندهٔ دولت پنهان که برای تقویت ناسیونالیسم کار می‌کنند به وسیلهٔ باورهای ریشه‌دار مربوط به زمان سقوط امپراتوری عثمانی شکل گرفته که بر اساس آن «کشور همیشه در وضعیتی مرزی قرار دارد».
ایدئولوژی دولت پنهان از سوی چپ‌گرا این به عنوان یک ایدئولوژی ناسیونالیستی افراطی یا ضد کارگری، از سوی اسلام‌گرایان به عنوان یک ایدئولوژی سکولاریستی و ضد اسلامی، از سوی کردها به عنوان ایدئولوژی ضد کردی و از سوی لیبرال دموکرات‌ها به عنوان ایدئولوژی ضد دموکراتیک و ضد لیبرالی توصیف شده‌است. تنوع این دیدگاه‌ها چنانکه بولنت اجویت نخست وزیر سابق ترکیه نیز اشاره کرده‌است بیش از هر چیز نشان‌دهندهٔ یک عدم توافق در رابطه با آن چیزی است که دولت پنهان را به وجود آورده‌است. یک توضیح این است که دولت پنهان یک اتحاد نیست، بلکه از جمعِ چندین گروه تشکیل شده‌است که به صورت متضاد در پشت صحنه کار می‌کنند و هر یک از آن‌ها دستور کار خودش را دنبال می‌کند. توضیح دیگر تقلیل دولت پنهان به شبکه‌ای از مافع را رد کرده و آن را به صورت گونه‌ای سلطه می‌بیند که بر اساس سطوح خودمختاری عالی نظامی مبتنی شده که دستگاه‌های امنیتی را قادر می‌سازد تا به وسیلهٔ به کار بردن رپرتوار منحصر به فرد نهادهای غیررسمی (در پس‌زمینه)، یعنی تهدید خشونت‌آمیز، محافل خودکامه، مافیا در کار نهادهای دموکراتیک رسمی خلل ایجاد کرده و به سازماندهی فساد و جرم بپردازند. شایعات مربوط به دولت پنهان در تکیه از زمان نخست وزیری بولنت اجویت در دههٔ ۱۹۷۰ به صورت گسترده بر سر زبان‌ها افتاد. اجویت همتای ترکیه‌ای واحد عملیاتی گلادیو را کشف کرده و برای توصیف آن از واژهٔ ضد گریلا استفاده کرد. پس از این ماجرا بود که بسیاری از اهالی ترکیه و از آن جمله سیاست‌مداران منتخب عقیدهٔ خود مبنی بر وجود دولت پنهان را ابراز کردند.
اخیراً اصطلاح دولت پنهان برای توصیف سیاست در کشورهای دیگر مانند مصر و ایالات متحدهٔ آمریکا هم به کار رفته‌است.